# HornetQ
A HornetQ egy a JBoss közösség által fejlesztett, nyílt forráskódú, aszinkron üzenetkezelő projekt. Képes betölteni a message-oriented middleware (röviden MOM) szerepét.
A segítségével többprotokollos, beágyazható, nagyteljesítményű, klaszterbe szervezett, aszinkron üzenetkezelő rendszereket fejleszthetünk.
A projekt ötlete Tim Fox-tól származik, és 2009. augusztus 24. kezdték meg a fejlesztését, mely sokáig a JBoss Messaging 2.0 néven futott.
Az Apache Software Licenc 2.0-s verzió alá tartozik.
Tim Fox 2010. október 8-án, a HornetQ 8-as verziónál lemondott a projekt vezetéséről. A fejlesztést jelenleg Clebert Suconic irányítja, Andy Taylor, Howard Gao és Jeff Mesnil tervezők segítségével.
2010. február 4-én a HornetQ megdöntötte a SPECjms2007 rekordot.
A következő fő szolgáltatásokat nyújtja:
- STOMP protokoll támogatása nyelvfüggetlen kliensekhez
- 100% JMS kompatibilitás
- AIO (Linux alatt)/NIO (bármilyen rendszeren) alapú nagy teljesítményű naplózás
- Fürtözés skálázhatóságra és megbízhatóságra
- Mester/Szolga architektúrák támogatása a hibatolerancia érdekében
- Hídkapcsolat más HornetQ kiszolgálókhoz történő csatlakozáshoz
- JMS híd más JMS kompatibilis kiszolgálókhoz való csatlakozáshoz
- Kódmódosítás nélkül lehet átirányítani a forgalmat
- Az elérhető RAM méretét meghaladó üzenetek kezelése
- Óriás üzenetek támogatása a fájlok üzenetben való továbbítása céljából
- XA és JTA átvitel támogatás
- Integráció alkalmazás szerverbe, a JCA szabvány szerint
- Nagy teljesítményű Netty NIO kapcsolódás TCP, SSL és Servlet módok fölött
- JMX alapú kezelés
- Utolsó értékek sora
- Szűrők és helyettesítő karakterek támogatása
- JAAS integrált biztonsági szolgáltatások
- Egyszerű XML alapú konfiguráció

## Külső hivatkozások
- HornetQ web site
- HornetQ presentation at JBossWorld 2009
- HornetQ support and services
- Migrating from ActiveMQ 5 to HornetQ 2
- Comparison with ActiveMQ 5.3
- SPECjms2007 results
- HornetQ ohloh project page Archiválva 2011. július 9-i dátummal a Wayback Machine-ben